# Jericho (Village)
Jericho Village ist  ein Village in der Town Jericho im Chittenden County des Bundesstaates Vermont in den Vereinigten Staaten  mit 1333 Einwohnern (laut Volkszählung des Jahres 2020). Das Jericho Village Historic District ist im National Register of Historic Places aufgeführt. Jericho Village liegt im Nordosten des Chittenden Countys, in den Green Mountains. Der wasserreiche Winooski River durchfließt das Village in westlicher Richtung. Er verläuft zunächst an der nördlichen Grenze, dann durchfließt er es zentral in südlicher Richtung um anschließend an der südlichen Grenze das Village in westlicher Richtung zu verlassen. Im Westen grenzt die Town Essex an, ansonsten umgibt die Town Jericho das Village.

## Geschichte
Jericho wurde am 7. Juni 1763 von Benning Wentworth als Teil von New Hampshire mit einer Fläche von 6 auf 6 Meilen, entsprechend den üblichen 23.040 acres (etwa 93,2 km²) zur Besiedlung ausgerufen. Wichtiger Siedlungsbereich waren die Ufer des Winooski Rivers, an denen mehrere Mühlen entstanden. Es gab sechs Mühlenprivilegien. Eines dieser Privilegien wurde nie genutzt, diese Mühle wurde nie errichtet, vier Mühlen sind in den vergangenen Jahrzehnten durch Feuer oder Flutkatastrophen zerstört worden. Übrig blieb die Mühle, die auf dem ersten vergebenen Mühlenprivileg fußte, die 1856 als Nachfolgebau neu errichtete „Old Red Mill“, auch „Chittenden Mill“. Sie wurde 1972 zur National Historic Site erklärt und beheimatet heute die Historic Society von Jericho.